# Ampelisca bidentata
Ampelisca bidentata är en kräftdjursart. Ampelisca bidentata ingår i släktet Ampelisca och familjen Ampeliscidae. Inga underarter finns listade i Catalogue of Life.